# Channel Lake
Channel Lake är en census-designated place i Lake County i Illinois. Vid 2010 års folkräkning hade Channel Lake 1 581 invånare.